# Macdonald Carey
Macdonald Carey (* 15. März 1913 in Sioux City, Iowa; † 21. März 1994 in Beverly Hills, Kalifornien) war ein US-amerikanischer Film-, Fernseh- und Theaterschauspieler.

## Leben und Karriere
Nach seinem Abschluss an der University of Iowa in Iowa City im Jahre 1935 startete Macdonald Carey seine Showkarriere bei Radio in Chicago als Sänger und Sprecher. Er übernahm Rollen in prominenten Hörspielreihen wie der Kriminalserie Mr. First Nighter sowie der Seifenoper Stella Dallas. Der Durchbruch gelang Carey im Jahre 1941 durch seinen Auftritt in der Uraufführung des populären Musicals Lady in the Dark am Broadway. Neben Gertrude Lawrence und Danny Kaye spielte er einen der Liebhaber der Hauptfigur Liza Elliott, für den sie sich am Ende entscheidet. Nach diesem Erfolg wurde Carey in Hollywood von Paramount Pictures unter Vertrag genommen, wo er schnell größere Rollen in Filmen wie Liebling, zum Diktat und Wake Island spielte. Er sollte zum Star aufgebaut werden und übernahm 1943 auch eine tragende Rolle als Detektiv in Alfred Hitchcocks Thriller Im Schatten des Zweifels neben Teresa Wright und Joseph Cotten.
Nach einem Einsatz im Zweiten Weltkrieg beim United States Marine Corps kehrte Carey 1947 nach vier Jahren zum Filmgeschäft zurück. Er durfte zwar unter anderem Nick Carraway in der 1949er-Filmversion von Der große Gatsby mit Alan Ladd spielen, bekam allerdings insgesamt nur noch Hauptrollen in zweitklassigen Filmen. Nach Auftritten in zahlreichen Western und Abenteuerfilmen war er in Hollywood-Kreisen als „B-Movie-König“ bekannt (mit Lucille Ball als seiner „Königin“). Im aufkommenden Fernsehen übernahm er in den 1950er-Jahren weitere Hauptrollen in Serien wie Dr. Christian (1956–1957) sowie Anwalt der Gerechtigkeit (1959–1961). Während Careys Filmauftritte ab den 1960er-Jahren spärlich wurden, erreichte er durch seine Darstellung des Familienpatriarchen Dr. Tom Horton in Zeit der Sehnsucht – eine der erfolgreichsten US-Seifenopern – große Bekanntheit in den USA. Er spielte diesen zentralen Charakter von Zeit der Sehnsucht von 1965 bis kurz vor seinem Tod 1994. Noch heute ist sein Epigraph-Satz „Like sands through the hourglass, so are the days of our lives“ vor Beginn jeder Folge der immer noch laufenden Serie zu hören.
Macdonald Carey, der drei Oscars bei den Oscarverleihungen 1962 und 1965 überreichte, verstarb 1994 im Alter von 81 Jahren an Lungenkrebs. In seiner Autobiografie The Days of My Life (1991) schrieb der Schauspieler unter anderem über seine langjährigen Alkoholprobleme. Er war von 1943 bis 1969 mit Elizabeth Heckscher verheiratet, die Ehe mit sechs Kindern wurde geschieden. Anschließend hatte er bis zu seinem Tod eine langjährige Partnerschaft mit Lois Kraines. Er wurde auf dem Holy Cross Cemetery in Culver City beigesetzt.

## Auszeichnungen
Für seine Fernseharbeit besitzt Macdonald Carey einen Stern auf dem Hollywood Walk of Fame. Bei den Daytime Emmy Awards wurde er zweimal – 1975 und 1976 – als Bester Darsteller einer täglichen Dramaserie für Zeit der Sehnsucht ausgezeichnet. Bei dem Soap Opera Digest Award wurde er für seine Auftritte in Zeit der Sehnsucht insgesamt dreimal prämiert.

## Filmografie (Auswahl)
- 1942: Star Spangled Rhythm
- 1942: Liebling, zum Diktat (Take a Letter, Darling)
- 1942: Wake Island
- 1943: Im Schatten des Zweifels (Shadow of a Doubt)
- 1947: Die widerspenstige Gattin (Suddenly It’s Spring)
- 1947: Mädchen für Hollywood (Variety Girl) (Cameo)
- 1949: Der große Gatsby (The Great Gatsby)
- 1949: Die Todesreiter von Laredo (Streets of Laredo)
- 1950: Gnadenlos gehetzt (The Lawless)
- 1950: Flammendes Tal (Copper Canyon)
- 1950: Im Lande der Comanchen (Comanche Territory)
- 1950: Südsee-Vagabunden (South Sea Sinner)
- 1951: In Rache vereint (The Great Missouri Raid)
- 1951: Let’s Make It Legal
- 1951: Die Höhle der Gesetzlosen (Cave of Outlaws)
- 1951: Gib Gas, Joe! (Excuse My Dust)
- 1953: Die Nacht vor dem Galgen (Count the Hours)
- 1954: Feuer über Afrika (Malaga)
- 1956–1957: Dr. Christian (Fernsehserie, 39 Folgen)
- 1959: Die Unverstandenen (Blue Denim)
- 1959: Beherrscher der Meere (John Paul Jones)
- 1959–1961: Anwalt der Gerechtigkeit (Lock Up, Fernsehserie, 128 Folgen)
- 1962: Im Namen des Teufels
- 1962: Sie sind verdammt (The Damned)
- 1963: Sandra und der Doktor (Tammy and the Doctor)
- 1965–1994: Zeit der Sehnsucht (Days of Our Lives; Fernsehserie)
- 1967: Verliebt in eine Hexe (Bewitched, Fernsehserie, eine Folge)
- 1973: Die Feuerprobe (Ordeal)
- 1977: Roots (Fernsehserie, eine Folge)
- 1977: Das Ende der Welt (End of the World)
- 1978: Die Zwei mit dem Dreh (Fernsehserie, eine Folge)
- 1980: Ein Mann für gewisse Stunden (American Gigolo)
- 1987/1988: Mord ist ihr Hobby (Fernsehserie, zwei Folgen)
- 1987: Die Wiege des Schreckens (It’s Alive III: Island of the Alive)